# Ашагы-Зейнаддин
Ашагы-Зейнадди́н (азерб. Aşağı Zeynəddin) — село в Агдашском районе Азербайджана.

## Этимология
Название происходит от названия села Зейнаддин (ныне Юхары-Зейнаддин) и слова «ашагы» (нижний). В переводе на русский — Нижний Зейнаддин.

## История
Село основано в XIX веке переселенцами из села Зейнаддин этого же района.
В 1926 году согласно административно-территориальному делению Азербайджанской ССР село относилось к дайре Агдаш Геокчайского уезда.
После реформы административного деления и упразднения уездов в 1929 году был образован Юхарыколгатинский сельсовет в Агдашском районе Азербайджанской ССР.
Согласно административному делению 1961 года село Ашагы-Зейнаддин входило в Юхарыколгатинский сельсовет Агдашского района Азербайджанской ССР. С 1971 года село Ашагы-Зейнаддин приобрело свой сельсовет, и в ходит в Ашагы-Зейнаддинский сельсовет.
В 1999 году в Азербайджане была проведена административная реформа и был учрежден Ашагы-Зейнаддинский муниципалитет Агдашского района.

## География
Неподалёку от села протекает река Гариблиарх.
Село находится в 5 км от райцентра Агдаш и в 235 км от Баку. Ближайшая ж/д станция — Ляки.
Высота села над уровнем моря — 32 м.

## Население
| Численность населения | Численность населения |
| 1979                  | 1999                  |
| --------------------- | --------------------- |
| 500                   | ↗1800                 |

## Климат
| Показатель                                             | Янв. | Фев. | Март | Апр. | Май  | Июнь | Июль | Авг. | Сен. | Окт. | Нояб. | Дек. | Год  |
| ------------------------------------------------------ | ---- | ---- | ---- | ---- | ---- | ---- | ---- | ---- | ---- | ---- | ----- | ---- | ---- |
| Средний суточный максимум, °C                          | 7,0  | 8,3  | 12,6 | 20,6 | 25,6 | 30   | 33,6 | 32,5 | 28,1 | 21,2 | 14,3  | 9,1  | 20,2 |
| Средняя температура, °C                                | 3,0  | 4,2  | 8,1  | 14,8 | 19,7 | 24,1 | 27,3 | 26,3 | 22,3 | 16,1 | 10,1  | 5,1  | 15,1 |
| Средний суточный минимум, °C                           | −1   | 0,2  | 3,7  | 9    | 13,8 | 18,2 | 21,1 | 20,1 | 16,5 | 11   | 6,0   | 1,2  | 10   |
| Норма осадков, мм                                      | 23   | 28   | 32   | 41   | 56   | 43   | 23   | 26   | 26   | 55   | 33    | 26   | 412  |
| Источник: http://en.climate-data.org/location/992259/6 |      |      |      |      |      |      |      |      |      |      |       |      |      |

Среднегодовая температура воздуха в селе составляет +15.1 °C. В селе семиаридный климат.

## Инфраструктура
В селе расположены почтовое отделение, мечеть, электронная АТС на 256 номеров и школа имени Р. Шарифова.